# Landtagswahl in der Steiermark 2015
- KPÖ: 2
- SPÖ: 15
- GRÜNE: 3
- ÖVP: 14
- FPÖ: 14

Die Landtagswahl in der Steiermark 2015 fand am 31. Mai statt. Die Wahl endete mit massiven Verlusten der beiden großen Parteien SPÖ und ÖVP und entsprechenden großen Zugewinnen der FPÖ.

## Ausgangslage
Am 5. März 2015 gab der ÖVP-Landesparteiobmann und Landeshauptmann-Stellvertreter Hermann Schützenhöfer bekannt, dass er wieder als Spitzenkandidat seiner Partei antreten werde. Landeshauptmann und SPÖ-Landesparteivorsitzender Franz Voves kündigte bereits zuvor seine Wiederkandidatur an. Er wolle auch als Wahlzweiter weitermachen, werde aber bei weniger als 30 Prozent für die SPÖ zurücktreten. Das Team Stronach kündigte im Februar 2015 an, mit Wolfgang Auer als Spitzenkandidaten anzutreten, der jedoch im April 2015 durch Josef Kaltenegger ersetzt wurde.
Folgende Parteien traten zur Wahl an:
- Sozialdemokratische Partei Österreichs (SPÖ)
- Österreichischen Volkspartei (ÖVP)
- Freiheitliche Partei Österreichs (FPÖ)
- Die Grünen – Die Grüne Alternative (GRÜNE)
- Kommunistische Partei Österreichs (KPÖ)
- NEOS – Das Neue Österreich und Liberales Forum (NEOS)
- Team Stronach (TS)
- Piratenpartei Österreichs (PIRAT)

Die Piratenpartei kandidierte nur im Wahlkreis Graz und Umgebung, die übrigen sieben Listen landesweit.

### Kandidaten
Insgesamt 480 Personen traten bei der diesjährigen Landtagswahl in der Steiermark an. Der Frauenanteil betrug bei 282 Kandidaten und 198 Kandidatinnen 41,3 %. Mit einem Frauenanteil von 59 % nahmen sich die Wahlvorschläge der Grünen nicht nur deutlich weiblicher aus als jene der Mitbewerber, die Grünen waren auch die einzige der acht angetretenen Listen, bei der mehr Frauen als Männer kandidierten. In Bezug auf das Durchschnittsalter der Kandidaten fielen die Unterschiede zwischen den Parteien deutlich geringer aus. Die Piratenpartei stellte mit den im Schnitt 32-jährigen Männern das mit Abstand jüngste Team. Am anderen Ende der Skala finden sich die Grünen, deren Kandidaten auf ein durchschnittliches Alter von 49 Jahren kamen.

## Umfragen
Auf die Frage, welche Partei die Steirer wählen würden, wäre am kommenden Sonntag Landtagswahl, antworteten die Befragten wie folgt:

### Sonntagsfrage
(Hinweis: Die statistische Schwankungsbreite (Abweichung) beträgt zwischen 3 und 5 %-Punkten.)
| Institut        | Datum      | SPÖ    | ÖVP    | FPÖ    | GRÜNE | KPÖ   | Stronach | NEOS  | Sonstige |
| --------------- | ---------- | ------ | ------ | ------ | ----- | ----- | -------- | ----- | -------- |
| OGM             | 24.05.2015 | 31,5 % | 28,5 % | 21,5 % | 6,5 % | 5,5 % | 1,5 %    | 3,5 % | 0,5 %    |
| Market          | 15.05.2015 | 33 %   | 31 %   | 17 %   | 7 %   | 5 %   | 1 %      | 5 %   | 1 %      |
| Gallup          | 15.05.2015 | 31 %   | 29 %   | 21 %   | 8 %   | 5 %   | 2 %      | 4 %   | 2 %      |
| OGM             | 10.05.2015 | 30 %   | 28 %   | 24 %   | 7 %   | 6 %   | 1 %      | 3 %   | 1 %      |
| M+R             | 03.05.2015 | 34 %   | 30 %   | 19,5 % | 6,5 % | 4,5 % | n. a.    | 3 %   | 2 %      |
| Gallup          | 20.04.2015 | 31 %   | 29 %   | 20 %   | 9 %   | 4 %   | n. a.    | 5 %   | 2 %      |
| Gallup          | 15.03.2015 | 32 %   | 29 %   | 20 %   | 8 %   | 4 %   | n. a.    | 5 %   | 2 %      |
| meinungsraum.at | 08.01.2015 | 30 %   | 28 %   | 21 %   | 10 %  | 3 %   | 1 %      | 6 %   | 1 %      |

## Ergebnisse

Mehrheiten in den Gemeinden der Steiermark

### Gesamtergebnis
Von den 964.665 Wahlberechtigten beteiligten sich 655.052, was einer Wahlbeteiligung von 67,90 % entsprach. Die Wahlbeteiligung war damit etwas geringer als bei der Wahl 2010 (damals 69,54  %). 7.270 Stimmen wurden ungültig gewertet, so dass insgesamt 647.782 gültige Stimmen abgegeben wurden. Die folgende Tabelle gibt die Verteilung der gültigen Stimmen auf die Parteien wieder.
| Partei | Partei   | Zahl    | Prozent | % +/-   | Sitze† |
| ------ | -------- | ------- | ------- | ------- | ------ |
|        | SPÖ      | 189.763 | 29,29   | ▼8,97 % | 15     |
|        | ÖVP      | 184.300 | 28,45   | ▼8,74 % | 14     |
|        | FPÖ      | 173.332 | 26,76   | ▲16,1 % | 14     |
|        | Grüne    | 43.272  | 6,68    | ▲1,13 % | 3      |
|        | KPÖ      | 27.339  | 4,22    | ▼0,19 % | 2      |
|        | Stronach | 11.292  | 1,74    | (neu)   | 0      |
|        | Piraten  | 1.406   | 0,22    | (neu)   | 0      |
|        | NEOS     | 17.078  | 2,64    | (neu)   | 0      |

† Da sich die Zahl der Landtagssitze im Vergleich zur letzten Wahl von 56 auf 48 verringert hat, lassen sich die Sitzverluste und -gewinne nicht gut vergleichen.

### Ergebnisse in den vier Regionalwahlkreisen

Ergebnisse in den vier Regionalwahlkreisen. Die Farben der Kreissektoren entsprechen den Parteifarben. Die Fläche der Kreise entspricht der jeweiligen Wählerzahl. Jedes Kästchen entspricht einem gewählten Abgeordneten.

Die folgenden Tabellen stellen die Ergebnisse in den vier Regionalwahlkreisen dar. Der Wahlkreis 1 umfasste die Stadt Graz und den Bezirk Graz-Umgebung, der Wahlkreis 2 die Bezirke Hartberg-Fürstenfeld, Weiz und Südoststeiermark, der Wahlkreis 3 die Bezirke Deutschlandsberg, Voitsberg und Leibnitz und der Wahlkreis 4 die Bezirke Bruck-Mürzzuschlag, Leoben, Murau und Liezen. In den Wahlkreisen wurden 38 der 48 Abgeordneten nach Verhältniswahlrecht gewählt.
| Partei | Partei   | Stimmen | Prozent | Sitze |
| ------ | -------- | ------- | ------- | ----- |
|        | SPÖ      | 56.573  | 28,32 % | 4     |
|        | ÖVP      | 49.611  | 24,84 % | 3     |
|        | FPÖ      | 46.842  | 23,45 % | 3     |
|        | Grüne    | 22.391  | 11,21 % | 1     |
|        | KPÖ      | 12.860  | 6,44 %  | 1     |
|        | Stronach | 2.669   | 1,34 %  | 0     |
|        | Piraten  | 1.406   | 0,70 %  | 0     |
|        | NEOS     | 7.398   | 3,70 %  | 0     |
| Gesamt | Gesamt   | 199.750 | 100 %   | 12    |

| Partei | Partei   | Stimmen | Prozent | Sitze |
| ------ | -------- | ------- | ------- | ----- |
|        | SPÖ      | 33.963  | 21,98 % | 2     |
|        | ÖVP      | 58.860  | 38,10 % | 4     |
|        | FPÖ      | 43.135  | 27,92 % | 3     |
|        | Grüne    | 8.026   | 5,19 %  | 0     |
|        | KPÖ      | 2.929   | 1,90 %  | 0     |
|        | Stronach | 3.850   | 2,49 %  | 0     |
|        | NEOS     | 3.736   | 2,42 %  | 0     |
| Gesamt | Gesamt   | 154.499 | 100 %   | 9     |

| Partei | Partei   | Stimmen | Prozent | Sitze |
| ------ | -------- | ------- | ------- | ----- |
|        | SPÖ      | 30.305  | 28,33 % | 2     |
|        | ÖVP      | 30.411  | 28,43 % | 2     |
|        | FPÖ      | 34.052  | 31,83 % | 2     |
|        | Grüne    | 4.720   | 4,41 %  | 0     |
|        | KPÖ      | 3.108   | 2,91 %  | 0     |
|        | Stronach | 2.165   | 2,02 %  | 0     |
|        | NEOS     | 2.210   | 2,07 %  | 0     |
| Gesamt | Gesamt   | 106.971 | 100 %   | 6     |

| Partei | Partei   | Stimmen | Prozent | Sitze |
| ------ | -------- | ------- | ------- | ----- |
|        | SPÖ      | 68.922  | 36,94 % | 5     |
|        | ÖVP      | 45.418  | 24,34 % | 3     |
|        | FPÖ      | 49.303  | 26,43 % | 3     |
|        | Grüne    | 8.135   | 4,36 %  | 0     |
|        | KPÖ      | 8.442   | 4,53 %  | 0     |
|        | Stronach | 3.734   | 2,00 %  | 0     |
|        | NEOS     | 2.210   | 2,07 %  | 0     |
| Gesamt | Gesamt   | 186.562 | 100 %   | 11    |

## Folgen
Nach kurzen Parteienverhandlungen gab Landeshauptmann Franz Voves am 10. Juni 2015 sein Ausscheiden aus allen politischen Funktionen sowie eine Fortsetzung der SPÖ-ÖVP Koalition für die kommende Legislaturperiode bekannt. Sein Nachfolger als Landeshauptmann wurde überraschend sein bisheriger Stellvertreter Hermann Schützenhöfer vom kleineren Koalitionspartner ÖVP. An der Spitze der SPÖ folgte ihm der bisherige Landesrat und neue Landeshauptmann-Stellvertreter Michael Schickhofer. In der SPÖ wurde der Verzicht auf den Posten des Landeshauptmannes als stärkerer Koalitionsbeteiligter auf Bundes- und Länderebene kritisch kommentiert. Auch die Oppositionsparteien FPÖ, Grüne und KPÖ bewerteten die Fortsetzung der bestehenden Regierungszusammenarbeit trotz Wahlverlusten negativ. Als Grund für den Verzicht auf die Position des Landeshauptmannes durch die SPÖ wurde die Gefahr angeführt, durch eine ÖVP-FPÖ-Koalition gänzlich an Einfluss zu verlieren.
Die bisherigen Landesräte der ÖVP Christian Buchmann, Christopher Drexler und Johann Seitinger bleiben unverändert in der am 16. Juni 2015 vom Landtag mit den Stimmen von SPÖ und ÖVP, gegen die Stimmen der Opposition aus FPÖ, Grüne und KPÖ, gewählten Landesregierung Schützenhöfer I. Die SPÖ erneuert ihr Landesregierungsteam mit Doris Kampus, Ursula Lackner, bisher zweite Landtagspräsidentin, und Jörg Leichtfried, bisher EU-Abgeordneter.